# Fanny Heldy
Marguerite Virginie Emma Clémentine Deceuninck, dite Fanny Heldy, née à Ath le 29 février 1888 et morte à Neuilly-sur-Seine le 13 décembre 1973, est une cantatrice (soprano) belge.

## Biographie

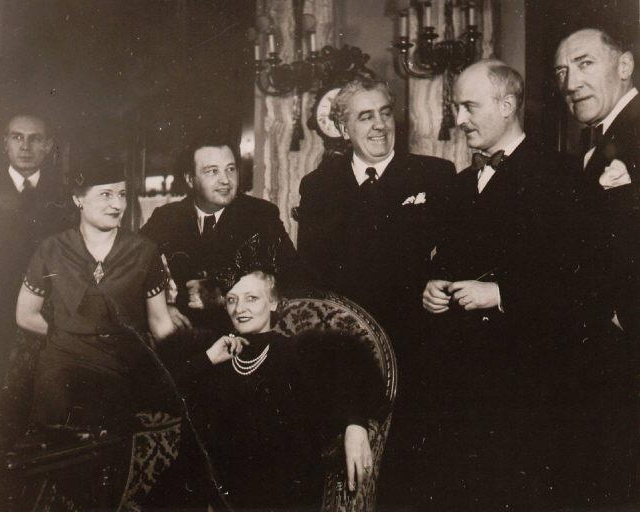
Fanny Heldy (assise) à la première de L'Aiglon à Monte-Carlo en 1937, avec Arthur Honegger (debout derrière elle), Jacques Ibert (deuxième en partant de la droite) et Vanni Marcoux (à droite).

Elle fait ses études au Conservatoire royal de Liège. Admise à l'unanimité au Conservatoire royal de Liège en 1908, Fanny Heldy obtient son premier prix de chant en juillet 1910. Fin octobre de la même année, elle chante au théâtre de la Monnaie à Bruxelles, dans Ivan le Terrible de Raoul Gunsbourg. 
Le 1er décembre, elle tient la tête d'affiche dans la création à Bruxelles de Quo Vadis de Jean Nouguès. Elle reste trois années dans ce théàtre : Eurydice, Micaëla, Déjanire, Elsa, Traviata (quinze fois durant la seule saison 1913-1914). Elle participe à plusieurs créations : Le Chant de la Cloche de Vincent d'Indy, Roma de Jules Massenet. Elle chante aussi en France, à Biarritz, où sa Violetta éblouit Edmond Rostand.
L'invasion allemande en 1914 la fait fuir en Angleterre, puis en France, où elle rencontre son futur époux, l'industriel Marcel Boussac.
Elle fait ses débuts à l'Opéra-Comique le 12 février 1917, toujours dans la Traviata. Puis Le Barbier de Séville, Louise, Madame Butterfly, Manon, Pelléas et Mélisande, La Tosca, La Bohème (Mimi), les Contes d'Hoffmann (dans les trois rôles féminins) et L'Heure espagnole. 
Elle poursuit à partir de 1920 sa carrière à l'opéra Garnier, où elle brille pendant près de vingt ans aux côtés d'autres stars de l'opéra français tels que Georges Thill et Marcel Journet : Roméo et Juliette (1920), Paillasse (1920), Faust (1921), Lohengrin (1922), Hamlet et Thaïs (1925), Manon (1926), Madame Butterfly (1928) et Le Barbier de Séville (1933). 
Elle interprète aussi à plusieurs reprises Mélisande (Pelléas et Mélisande) à La Scala de Milan sous la direction d'Arturo Toscanini. Elle chante à Londres, au Brésil, en Argentine, en Pologne, en Russie, en Espagne. Elle est particulièrement appréciée à Nice, Vichy, Monte-Carlo. 
Elle clôt sa carrière en créant L'Aiglon de Jacques Ibert et Arthur Honegger, basé sur la pièce d'Edmond Rostand, à l'opéra de Monte-Carlo en 1937.
Elle se marie peu après avoir pris sa retraite, en 1938.
La voix de Fanny Heldy, qu'elle sut garder toute sa carrière, était brillante. Son étendue allait du la grave au contre-ré. Elle brillait par la qualité de son articulation, caractéristique qu'elle partage avec de nombreux chanteurs belges.

## Distinctions et hommages
Chevalière de la Légion d'honneur en 1934 
La loge attribuée aux chefs d'orchestre à l'opéra Garnier porte son nom.